# Iguape
 (novembre 2022).
La mise en forme du texte ne suit pas les recommandations de Wikipédia : il faut le « wikifier ».
Les points d'amélioration suivants sont les cas les plus fréquents. Le détail des points à revoir est peut-être précisé sur la page de discussion.
- Les titres sont pré-formatés par le logiciel. Ils ne sont ni en capitales, ni en gras.
- Le texte ne doit pas être écrit en capitales (les noms de famille non plus), ni en gras, ni en italique, ni en « petit »…
- Le gras n'est utilisé que pour surligner le titre de l'article dans l'introduction, une seule fois.
- L'italique est rarement utilisé : mots en langue étrangère, titres d'œuvres, noms de bateaux, etc.
- Les citations ne sont pas en italique mais en corps de texte normal. Elles sont entourées par des guillemets français : « et ».
- Les listes à puces sont à éviter, des paragraphes rédigés étant largement préférés. Les tableaux sont à réserver à la présentation de données structurées (résultats, etc.).
- Les appels de note de bas de page (petits chiffres en exposant, introduits par l'outil «  Source ») sont à placer entre la fin de phrase et le point final[comme ça].
- Les liens internes (vers d'autres articles de Wikipédia) sont à choisir avec parcimonie. Créez des liens vers des articles approfondissant le sujet. Les termes génériques sans rapport avec le sujet sont à éviter, ainsi que les répétitions de liens vers un même terme.
- Les liens externes sont à placer uniquement dans une section « Liens externes », à la fin de l'article. Ces liens sont à choisir avec parcimonie suivant les règles définies. Si un lien sert de source à l'article, son insertion dans le texte est à faire par les notes de bas de page.
- La présentation des références doit suivre les conventions bibliographiques. Il est recommandé d'utiliser les modèles {{Ouvrage}}, {{Chapitre}}, {{Article}}, {{Lien web}} et/ou {{Bibliographie}}. Le mode d'édition visuel peut mettre en forme automatiquement les références.
- Insérer une infobox (cadre d'informations à droite) n'est pas obligatoire pour parachever la mise en page.

Pour une aide détaillée, merci de consulter Aide:Wikification.
Si vous pensez que ces points ont été résolus, vous pouvez retirer ce bandeau et améliorer la mise en forme d'un autre article.
Iguape est une municipalité de l'État de São Paulo au Brésil. Sa population était estimée à 30 675 habitants en 2009. Elle s'étend sur 1 980,916 km2.
Elle est située à une latitude de 24° 42′ 29″ sud et à une longitude de 47° 33′ 19″ ouest; son altitude est de trois mètres. Sa population, estimée par l'Institut Brésilien de Géographie et de Statistique était en 2014 de 30 259 habitants. Avec 1 977,96 km2, c'est la municipalité la plus étendue de l'État de São Paulo. Son centre historique est classé par l'Institut du Patrimoine Historique et Artistique National comme Patrimoine National depuis 2009.
Elle fait partie de la Région géographique immédiate de Registro dans la Région géographique intermédiaire de Sorocaba.

## Toponyme
Le mot "Iguape" a son origine dans la langue tupi ancienne et signifie "dans la crique de la rivière" par la jontion des termes 'y (esu,rivière), kuá (crique) et pe (dans).

## Station balnéaire
Iguape est une des 15 municipalités paulistes considérées comme station balnéaires parce qu'elles remplissent les exigences de la loi de l'État. Ce statut garantit à ces municipalités une subvention de l'État pour la promotion du tourisme régional. La municipalité reçoit aussi le droit de joindre à son nom le titre de "Station balnéaire", manière qui sert à la désigner tant dans l'organisation municipale officielle que dans les références de l'État.

## Histoire

### Sambaquis
Les premiers habitants de la région où se trouve aujourd'hui Iguape sont connus comme Hommes du Sambaqui, peuples très primitifs qui ne connaissaient pas l'arc et la flèche, et qui y vivaient avant l'arrivée des Indiens avec des cultures plus avancées. « Sambaqui » est le nom donné à de grandes buttes de coquilles d'huîtres et de moules, déposées au long de centaines ou peut-être de milliers d'années aux mêmes endroits, et qui étaient considérés comme locaux magiques. Plus tard, après l'extinction des Hommes du Sambaqui, les Indiens qui donnèrent origine à la tribu Temiminé, se mirent à enterrer leurs morts et les objets de ceux-ci dans ces sambaquis dans de grands récipients de terre appelés « igaçabas ». Il existe plusieurs sambaquis dans le complexe estuarien et lagunaire de Iguape et Cananeia. Le plus accessible est le site archéologique « Bebedito Fortes », où est située la « Caverna do Odio » (Caverne de la Haine), près du pont qui donne accès à la municipalité de Ilha Comprida à un peu plus d'un kilomètre du centre de la cité. Jusqu'aujourd'hui, on trouve des vestiges de l'action de ces groupes indigènes, représentés par des stratifications qui montrent la superposition de couches correspondant à plusieurs occupations humaines par la présence de taches de charbons des foyers, de sambaquis vieux de jusqu'à cinq mille ans, de restes osseux de poissons et de petits animaux et de carapaces de mollusques et de crustacés.

### Début de la colonisation européenne
En 1494, le Traité de Tordesillas conclu entre le Portugal et l'Espagne établissait les dimensions de leurs possessions récemment découvertes, dont celles d'Amérique.Le traité définissait, comme ligne de démarcation, un méridien à 370 lieues à l'ouest de l'archipel du Cap passant sur le territoire d'Iguape. Il est possible que depuis 1498, vivait déjà dans la région l'aventurier espagnol Ruy Garcia Moschera à qui on attribue officiellement la fondation de la municipalité. Moschera avait vécu au Rio de la Prata et il est possible qu'il s'y installa parce que c'était une région de dispute entre les Espagnols et les Portugais. Aux environs de 1502, le Portugais relégué Cosme Fernandes, connu comme "bachelier de Cananeia" devint aussi une figure puissante dans la région; arrivant à posséder beaucoup d'esclaves et ne rendant pas allégeance à la Couronne portugaise.
En 1532, un peu après son arrivée au Brésil, Martim Afonso de Sousa donna ordre à Moschera et au Bacharel d'évacuer le territoire où se trouve Iguape qui appartenait à la couronne portugaise. N'étant pas obéi, il ordonna une expédition dirigée par Pero de Góis pour faire exécuter à force l'ordre de désoccupation. Informés de l'expédition, Moschera et le Bacharel, appuyés par les guerriers Carijós, capturèrent un bateau corsaire français et démantelèrent la force portugaise. Entre les années 1534 et 1536, les forces de Moschera et du Bacharel détruisirent la vila de São Vicente (São Paulo), tuant la plus grande partie de la population, libérant les prisonniers et incendiant le bureau où se trouvaient les registres officiels de la municipalité emmenant le Livre terrier, source officielle d'informations sur la région de Iguape et sur ses fondateurs. Après ces attaques, Moschera retourna au Rio de la Prata.
Le peuplement d'Iguape resta sous la domination du Bacheler Fernandes et eut sa première église en hommage à Notre Dame des Neiges, construite en 1537. On fixa la date de la fondation d'Iguape au 3 décembre 1538 année de la séparation d'Iguape de Cananeia.

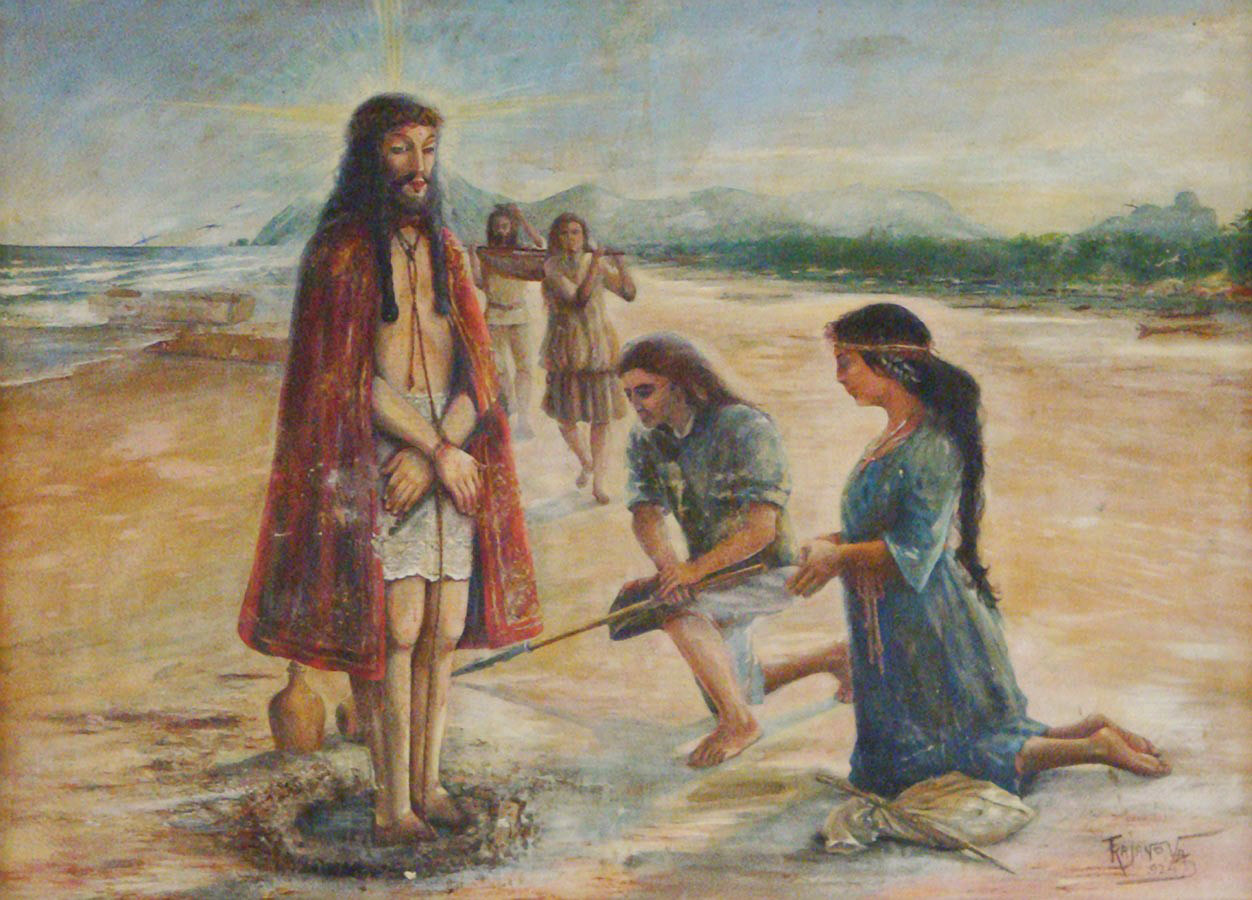
En 1918, le peintre Trajano Vaz montra la trouvaille du Seigneur Bom Jésus d'Iguape sur la plage de Una en 1647.

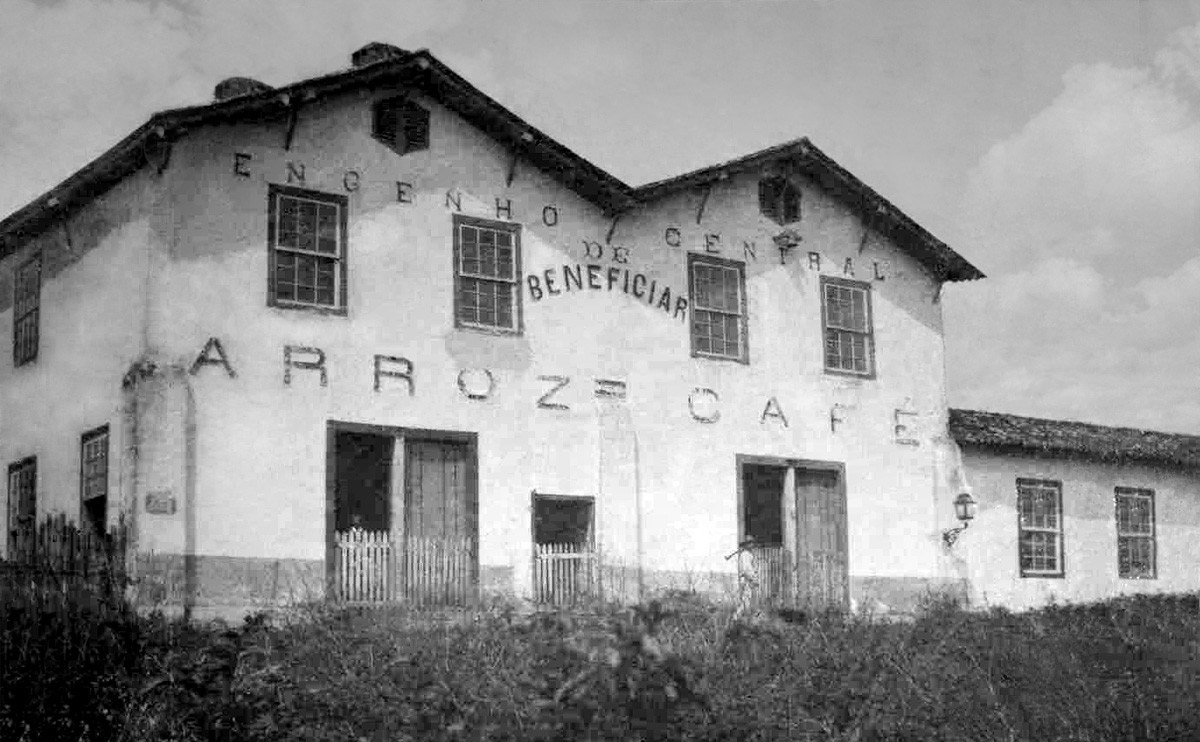
Ferme Centrale Engenho Central Casavecchia, considérée comme la plus grande de la région

### Changement de local
La freguesia se trouvait jusqu'au premier quart du XVIIe siècle à l'endroit où se trouve aujourd'hui la vila de Icapara. À cause du manque d'eau potable, d'espace pour s'aggrandir et de protection contre d'éventuelles attaques de pirates, la cité fut déplacée de quelques kilomètres vers le sud par ordre du fidalgo portugais Eleodoro Ébano Pereira. Déjà au XVIe siècle, on avait découvert de l'or dans la région du Vale du Ribeira. Vu son abondance, rapidement la recherche s'intensifia et l'exploration de l'or des aluvions devint la principale activité économique de la municipalité. Pour éviter la contrebande et intensifier le recouvrement des impôts par la Couronne portugaise, on fonda aux environs de 1630, la "Casa de Oficina Real de Fundição de Ouro" (Maison d'atelier royal de fonderie de l'or) qui est considérée comme étant la première du genre au Brésil.
En 1647, à l'apogée de la richesse fournie par l'or, Iguape se transforma en un centre de pèlerinage. Selon la description de l'apparition de l'image du Seigneur Bom Jesus de Iguape, deux Indiens qui allaient dans la direction de la Vila Nossa Senhora da Conceição de Itanhaém trouvèrent une silhouette inconnue roulant dans les ondes, ils la retirèrent sur la plage où ils creusèrent un trou et la plantèrent avec le visage vers le levant. Au retour, les Indiens trouvèrent l'image au même endroit, mais avec le visage tourné vers le couchant et trouvèrent étrange de n'y avoir aucun vestige de quelqu'un qui l'aurait bougée. La nouvelle se répandit et l'image fut amenée vers un ruisseau au pied du "Morro do Espia" (colline de l'espion) où sur les pierres, on la baigna pour en retirer le sel marin. Après avoir été décorée, elle fut intronisée dans l'autel principal de l'ancienne église de Notre Dame des Neiges.
Dans la décennie de 1780, on commença la construction de la nouvelle église de Notre Dame des Neiges vu que l'autre était en conditions précaires. Faite de mortier, d'huile de baleine et de pierres retirées du versant maritime de la colline, tout le travail était exécuté par la population volontaire et gratuitement. En 1822, on contracta à Rio de Janeiro, un maître et trois maçons et, en août de la même année on recommença les travaux. L'église fut terminée en juillet 1856 et le 8 août de la même année, les images furent transférées de l'ancienne pour la nouvelle église. Le 3 avril 1848, la vila fut élevée à la catégorie de cité avec le nom de "Bom Jesus de la Ribeira", l'année suivante le nom fut changé en "Bom Jesus de Iguape"

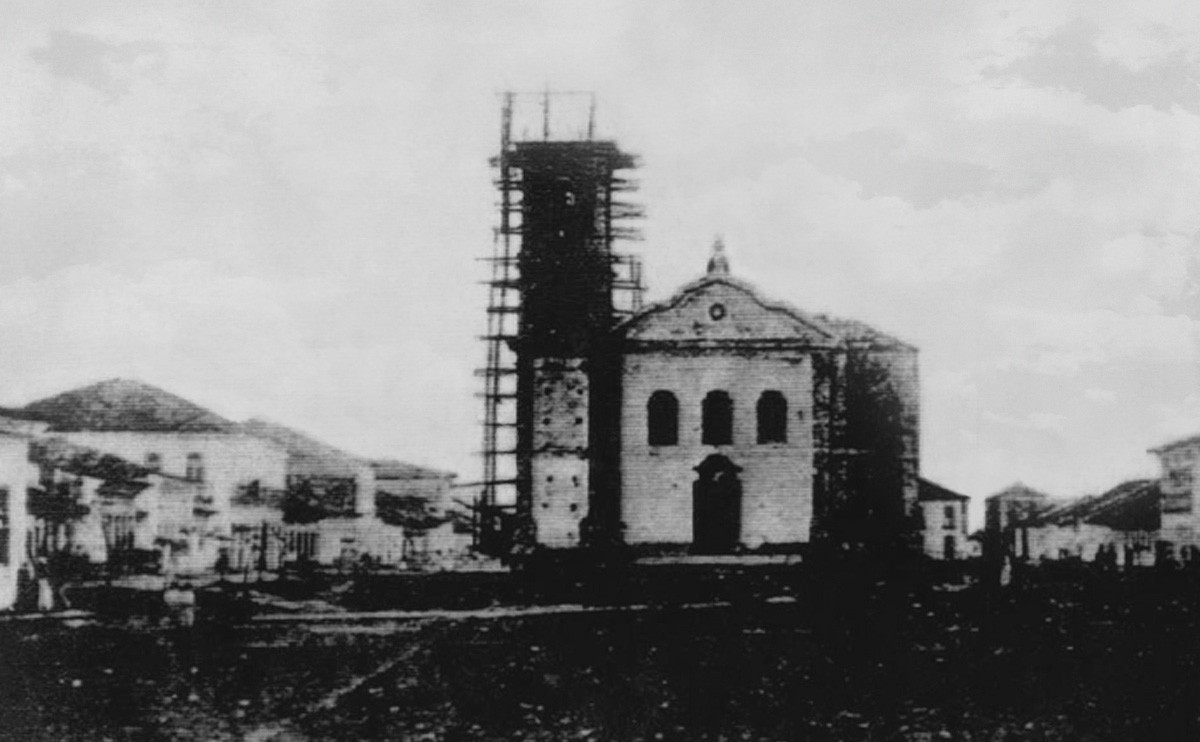
Construction de l'Eglise mère de Notre Dame des Neiges commencée en 1780.

### Le riz et le "Valo Grande"
Avec l'épuisement des mines et avec la découverte d'or à l'intérieur du Brésil, la municipalité entra rapidement en déclin, avec une nouvelle croissance de l'industrie de la navigation et avec la plantation du riz. À partir de ce moment, Iguape commença une période de richesse et atteint l'apogée du développement au milieu du XIXe siècle, avec la construction des principaux manoirs qui peuvent encore être vus dans le centre historique avec deux ports mouvementés, des théâtres, deux journaux quotidiens et le vice-consulat portugais. Iguape était devenu une des principales municipalités du sud du Brésil, au point que, en 1841, l'encore adolescent l'Empereur Dom Pedro II ait concédé à Antônio da Silva Prada, politicien et propriétaire de terres, le titre de Baron de Iguape.
Jusqu'au milieu du XIXe siècle, Iguape avait toujours été un type de péninsule avec le Rio Ribeira de Iguape serpentant jusqu'à trois kilomètres de la mer et ensuite retournant vers l'intérieur et se jetant dans la mer beaucoup plus loin. Les sacs de riz qui venaient de la zone rurale étaient déchargés au Port du Ribeira, fluvial, d'où ils étaient transportés à dos d'âne ou en charrettes sur environ trois kilomètres jusqu'au Porto Grande, maritime, où ils étaient embarqués pour l'exportation. L’inconvénient de devoir transporter le riz par terre sur un trajet si court amena l'idée de construire un canal qui relierait la rivière à la mer, permettant ainsi le transport direct du riz jusqu'aux embarcations de grande capacité. Après des décennies de débats sur le meilleur local pour la construction du canal, on décida pour un trajet qui était le plus sablonneux et, en conséquence, le plus facile à creuser.

### Immigrants

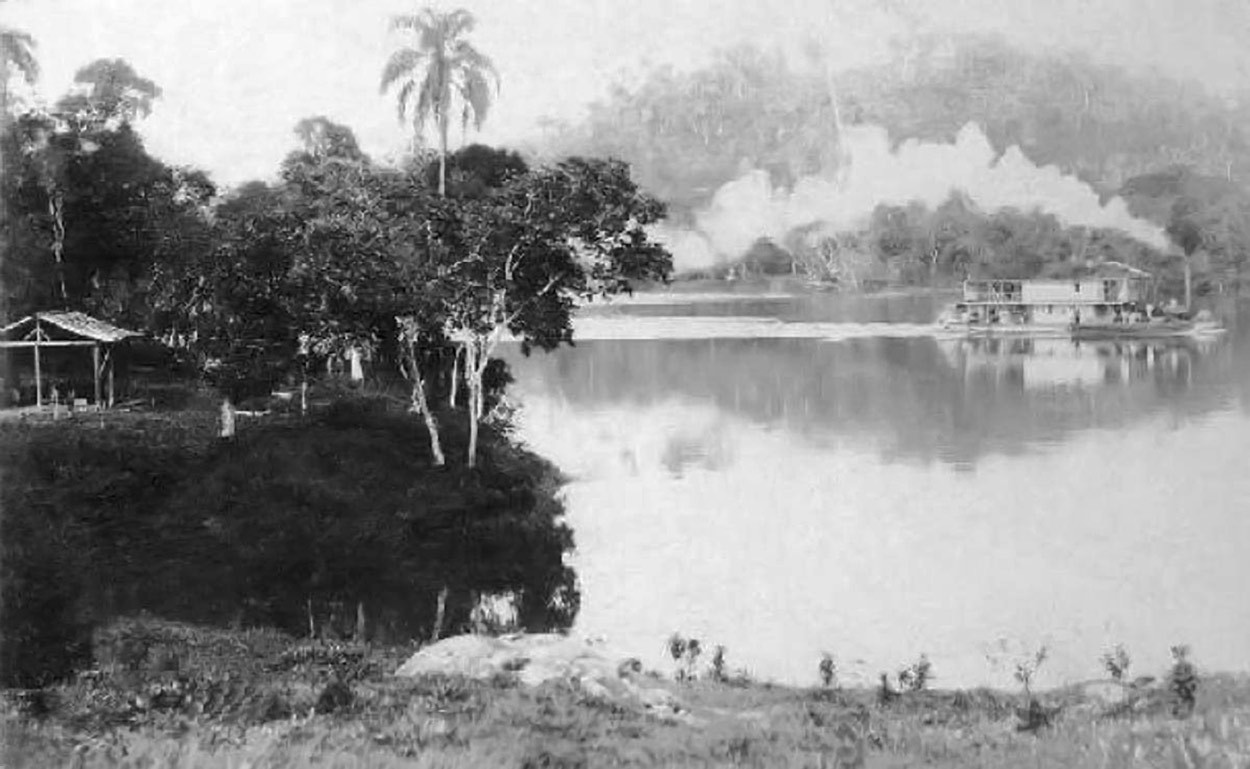
Le vapeur Izabel, sur le rio Ribeira de Iguape, à la hauteur du quartier Jipovura aux environs de 1909

À la fin du XIXe siècle et début du XXe siècle, des immigrants venant principalement d'Italie et du Japon arrivèrent à Iguape au moyen de colonies implantées par les gouvernements fédéral et d'État. La cité gagna ainsi une forte influence de ces colons, spécialement des Japonais, qui aujourd'hui composent plus de 10 % de la population de la cité et ont une grande influence dans la production agricole et l'industrie de la pèche.
Par le décret numéro 6455, du 19 avril 1907, le gouvernement fédéral créa le Service de Peuplement du Sol National.
Vu la difficulté de maintenir des noyaux de population dans certains États de la fédération par manque de capitaux pour créer et maintenir ces noyaux coloniaux, il fut déterminé par le Décret numéro 6479 du 16 mai 1907 que l'Union pourrait intervenir dans l'État à propos des sujets liés à l'immigration et la colonisation.
Le gouvernement pauliste avait refusé de céder des terres dans la région d'Iguape prétextant des questions économiques et stratégiques. On céda 500 000 hectares de terres situées dans la vallée du Ribeira, à l'époque comarque d'Iguape. Cette cession officielle fut faite en 1912 au Tokyo Sindicate (Syndicat de Toquio) représenté par Ikutaro Ayoagui et qui, un an plus tard, se transforma en Brazil Takushoku Kaisha (Compagnie de Colonisation du Brésil Ltda.) qui fut autorisée par le décret n° 10.248 du 2 juin 1913, à exercer ses activités sur le sol brésilien. Les terres de la région furent exploitées à partir de 1913, par la loi n° 43, du 21 octobre 1913, citée dans le Livro de Registro de Leis da Câmara Municipal de Iguape, qui autorise le maire, à acquérir le domaine Jipovura, pour être donné à la Brazil Takushoku Kaisha, afin d'y fonder un noyau colonial, avec l'objectif de développer la principale activité économique de la région, la culture du riz.
De cette forme surgirent les noyaux coloniaux de Registro, Sete Barras et Katsura qui formaient la Colonie d'Iguape. Parmi ces noyaux, notons la Colonie Katura créée le 9 novembre 1913 au quartier Jipovuta considéré comme le début de la colonisation japonaise au Brésil. D'abord, la première communauté s'appelait Katsura Shokuminchi ("Colônia Katsura"), en hommage au Premier Ministre du Japon à l'époque, un des grands défenseurs de l'immigration japonaise vers le Brésil.
Après des années de prospérité, la colonie accumula une infrastructure enviable pour l'époque, il y avait une école, un poste de consultations médicales, une agence des postes, une usine d'amélioration du riz, des établissements commerciaux, des logements pour recevoir les immigrants, une école mixte japonaise et brésilienne, un port avec des voyages réguliers en barques à vapeur de la Companhia de Navegação Fluvial Sul Paulista. La plus grande partie de cette infrastructure était financée par le capital japonais de la Brazil Takushoku Kaisha. Pour cela, la loi fédérale Nº 11.642, du 11 janvier 2008, décréta que la municipalité d'Iguape est considérée comme le « Berceau de la colonisation japonaise au Brésil ».

### XXesiècleet actualité

#### Iguape au milieu duXXesiècle
À partir de la décennie de 1930, Iguape débuta un processus de récupération avec le développement de la culture de la banane et de la pêche, mais le manque de planification alliée aux problèmes politiques locaux, qui persistent depuis quasi deux siècles, empêchèrent qu'elle réussisse à retourner à son opulence qu'elle eut un jour. Aujourd'hui, la cité a un indice de développement humain inférieur à la moyenne brésilienne et vit de la pèche et du tourisme.

## Géographie
Iguape possède une surface de 1 980,916 km2 et est la plus grande municipalité de l'État de São Paulo en territoire.
Abrite aussi les Aires d'Intérêt Écologique: 
- Île Ameixal de 400 hectares, situé sur le rio Una do Oprelado, créée par le décret nº 91 889, du 5 de novembre 1985,
- partie de la Zone de Vie Sylvestre-Aite de Protection de Cananeia - Iguape-Peruibe, créée par le décret n.º 90.347 du 23 octobre 1984 et complétée par le décret nº 91.892 du 6 novembre de 1985,et
- partie de la ZVS - APA Ilha Comprida, créée par le décret n° 26.881, du 11 de mars 1987 et réglementée par le décret n° 30.817, du 30 novembre 1989.

### Climat
Selon les données de l’Institut National de Météorologie (INMET), concernant la période de 1961 à 1988, 1996 à 1997 et 2000 à 2009, la plus basse température enregistrée à Iguape fut de 0,2 °C le 21 juillet 2000 et la plus haute atteignit 39,9 °C le 13 janvier 1984. La plus grande accumulation de précipitations en 24 heures fut de 289,9 mm le 17 mars 1981. D’autres grandes accumulations égales ou supérieures à 150 mm se produisirent 
- 219,5 mm le 13 janvier 2008,
- 190,6 mm le 6 mai 1973,
- 163 mm le 28 mars 1984,
- 160,8 mm le 14 mars 1979,
- 152,9 mm le 29 avril 1965,
- 152,8 mm le 1er juin 1977,
- 151,8 mm le 11 janvier 1963 et
- 150,2 mm le 15 décembre 2001.

### Hydrographie
Rio Momuna
Rio Ribeira de Iguape
Rio Una da Aldeia
Océan Atlantique
Rio Peropava

### Démographie
Données du recensement de 2010
Population totale : 28 841
Urbaine : 24 687
Rurale : 4 154
Hommes : 14 462
Femmes : 14 379
Densité démographique (hab./km2) : 14,58
Mortalité infantile jusqu'à un an(pour mille) : 22,10
Espérance de vie (années) : 68,20
Taux de fécondité (enfants par femme) : 3,00
Taux d’alphabétisation : 90,18%

### Indice de Développement humain
- IDH-M 0,72
- IDH-MRente: 0,691
- IDH-M Longevité: 0,847
- IDH-M Education: 0,653

(Fonte: IPEADATA)

### Principales origines de la population
Nationalité/Ascendance Pourcentage
- Italie/Italiens 30%
- Portugal/Portugais 36%
- France/Français 12%
- Japon/Japonais 11%
- Nigeria/ Nigérians 6%
- Autres 2%

### Races
Couleur/race Pourcentage
- Blanc 57,66%
- Mulâtre 36,91%
- Noir 3,47%
- Jaune 1,51%
- Indigène 0,45%

Source: IBGE 

### Routes
SP-222
BR-116

## Tourisme
Actuellement, une des principales activités économiques d’Iguape est le tourisme. La municipalité possède plusieurs attractions avec l’avantage d’être historique et d’avoir des plages.

### Fonte do Senior (Source du Seigneur)

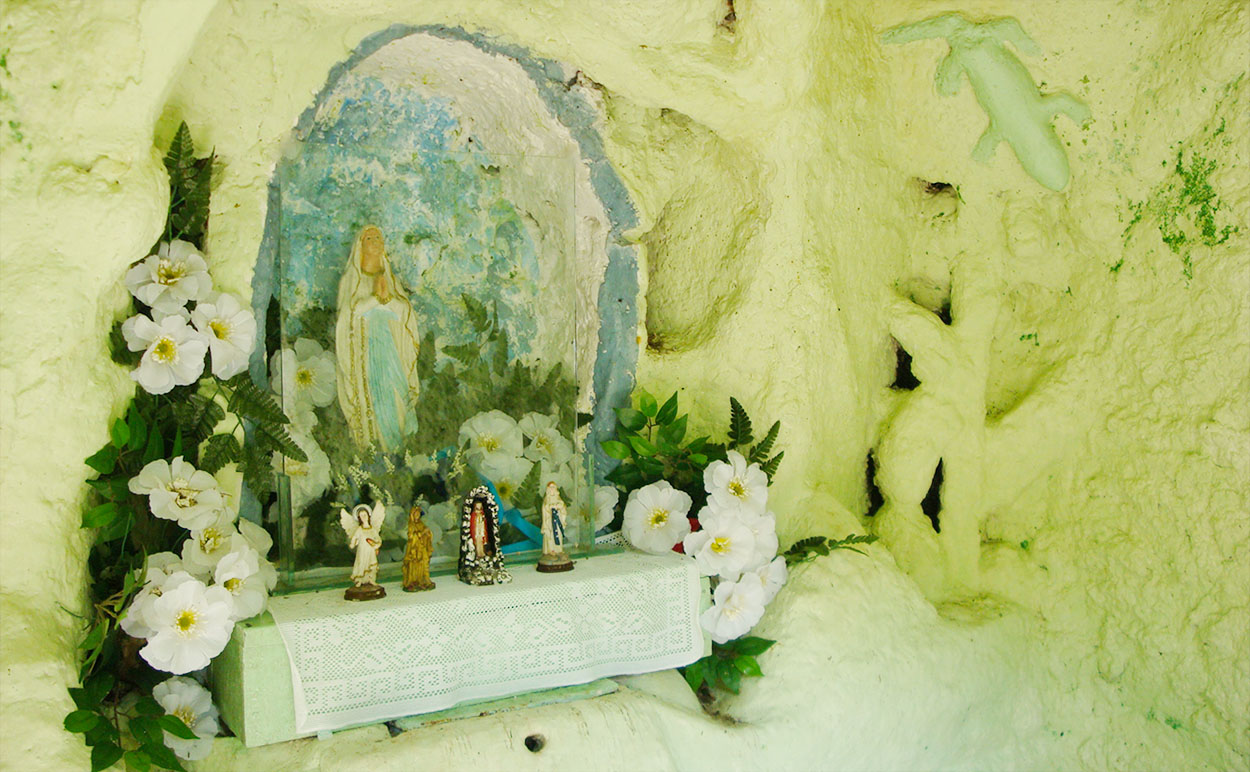
Grotte de Notre-Dame de Lourdes, située dans la Fonte do Senhor

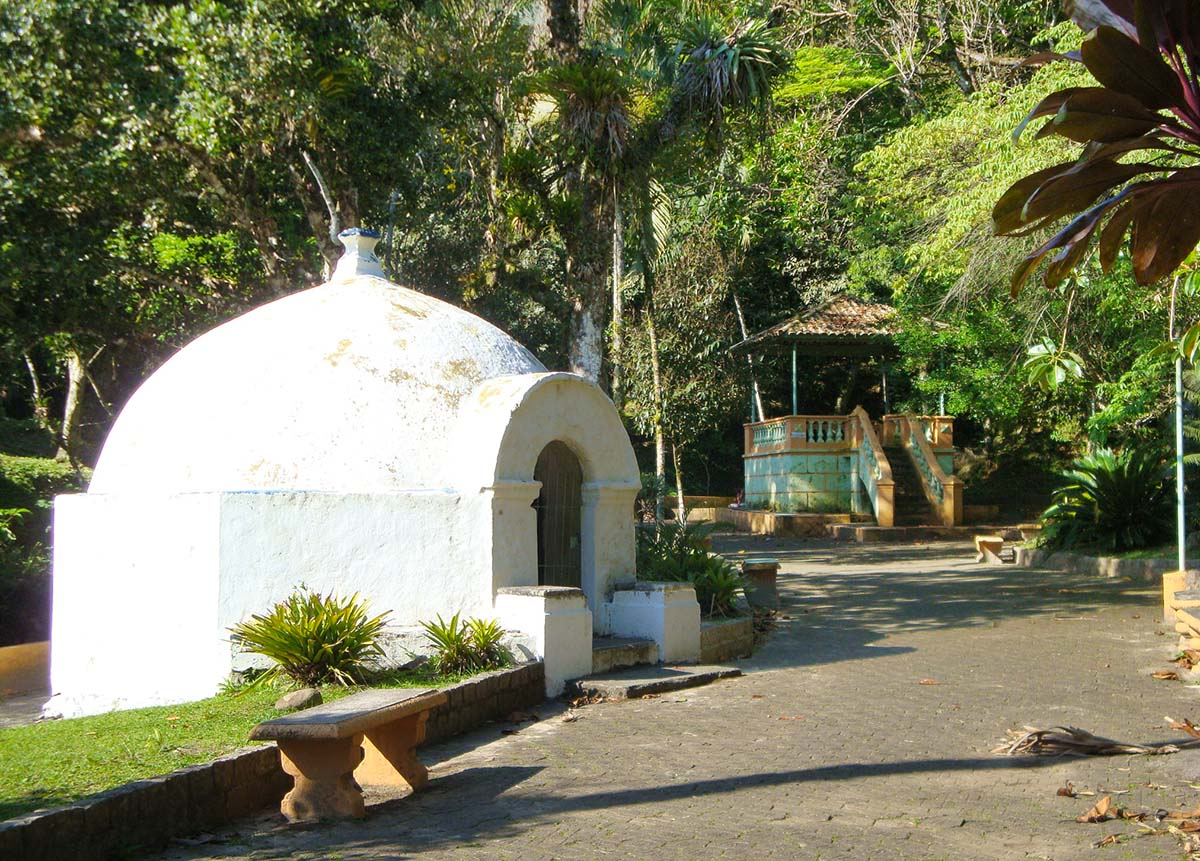
Grotte du Senior - Fut commencée le 1er décembre 1737 et terminée en juin 1738, au coût de 190 mille réis.

La Fonte do Senhor est un petit parc touristique qui appartient au Parque Florestal Municipal do Morro do Espia. Il possède une aire de loisirs avec une pelouse et des arbres de la Mata Atlântica, plusieurs fontaines et robinets d'eau potable, des cascades, un étang avec des canards et des poissons ornementaux et un grand réservoir qui était utilisé pour le traitement d'eau et qui actuellement sert de piscine publique. Ce parc fut créé autour de la chapelle- plus connue comme grotte- construite en 1737, en pierre et chaux, sur la fameuse pierre où l'image du Seigneur Bom Jésus d'Iguape fut lavée en 1647, après avoir été trouvé sur la plage do Una dans la Juréia. C'est la légende de la « Pierre qui grandit » qui intrigua jusqu'à Albert Camus pendant sa visite à Iguape en août 1949 accompagné d'Oswald de Andrade, Paul Sylvestre attaché culturel français et Rudá de Andrade, fils d'Oswald et aussi le chauffeur dont on ne cita pas le nom, mais qui fut appelé par Camus de "Auguste Comte", parce qu'il ressemblait à ce dernier. Elle servit longtemps à laver le linge et comme approvisionnement en eau potable de la population de Vila de Iguape. À l'époque de la fête du Bom Jesus de Iguape et en été , ce parc est très mouvementé par les pèlerins ou touristes qui visitent la municipalité. Le parc est un point de départ de la Trilha Ecológica do Morro do Espia, de 2,8 km et donne accès à la Pedra Lisa et au Mirante do Cristo Redentor.

### Mar pequeno

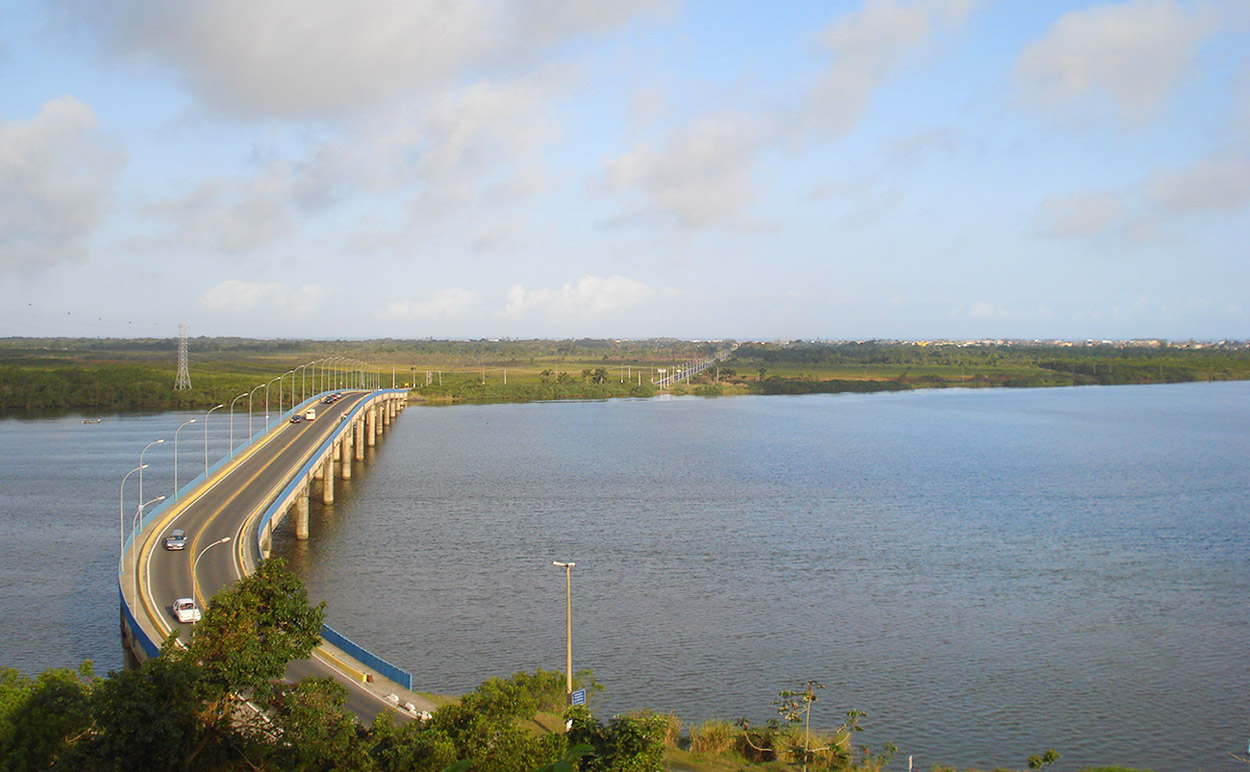
Pont Prefeito Laércio Ribeiro, sur le Mar pequeno. accès à l'Ilha Comprida

Iguape fait partie du complexe d'estuaire et lagune du Mar Pequeno, appelé aussi Lagamar qui englobe les municipalités d'Iguape, Ilha Comprida, Cananeia et Pariquera-açu dans l'État de São Paulo et Paranagua au Paraná. C'est une aire très riche en mangroves qui servent de berceau à plusieurs espèces marines et pour cela est considéré comme un des cinq plus grands berceaux marins du monde. Ses lagunes au bord de la mer avec comme végétation de marais et la Mata Atlantica possèdent faune et flore magnifiques et parmi ceux-ci nous avons des ibis, des cormorans. des hérons , des dizaines d'espèces d'oiseaux marins et d'animaux exotiques comme le perroquet à joues bleues un des animaux en voie d'extinction. Sur tout son territoire, il existe de nombreux sites archéologiques où se trouvent les Sambaquis, laissés par des populations nomades et indigènes qui habitaient l'endroit il y a plus de cinq mille ans.

### Barra do Ribeira e Costão da Jureia (Barre do Ribeira et Escarpement de la Jureia)

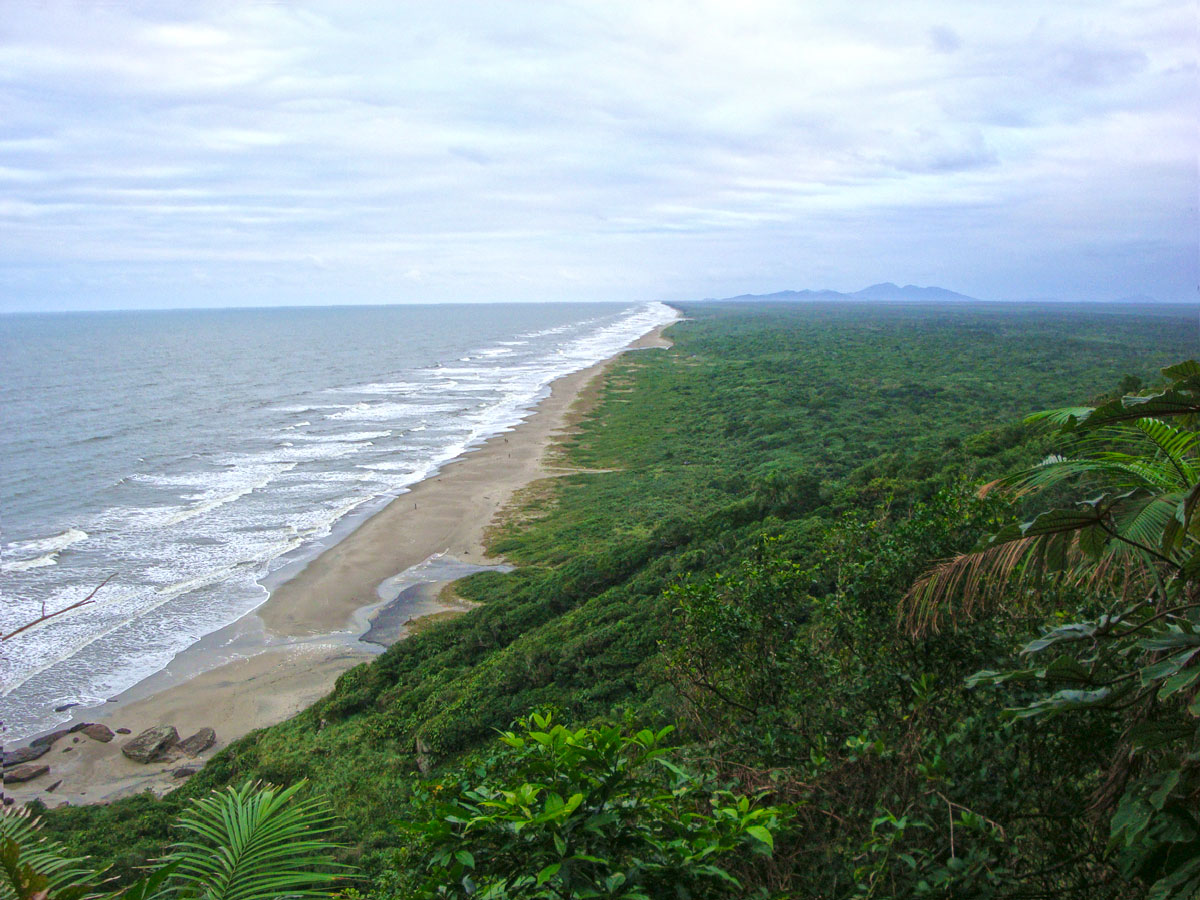
Plage de la Jureia ave ses 19 kilomètres de long vue du haut de l'Escarpement

À environ vingt km de la municipalité, il y a l'embouchure du Rio Ribeira de Iguape, région connue comme Barra do Ribeira, excellent endroit pour la pêche et les sports aquatiques et l'éco-tourisme. Peu à peu, la petite vila de pêcheurs qui chaque année recevait des gens de partout, s'accrut et se développa pour devenir un quartier de culture surtout caiçara. Un peu plus dans la rivière , il y a un service de ferri-boat de la Dersa qui relie l'île d'Iguape aux plages de la Jureia et du Prelado qui appartiennent au quartier Barra do Ribeira, toutes deux d'accès libre sur 19 km d'extension et, à partir de là. à la Station Ecologique de la Jureia-Itatin , une unité de conservation crée en 1986 et qui actuellement est considérée comme la plus grande réserve de Mata Atlântica du Brésil, dont l'accès est limité, seulement autorisé à des fins de recherche et pour des activités d'éducation sur le milieu ambiant , en groupes organisés, accompagnés de moniteurs acrédités. Au bout de la côte de la Jureia, il y a la Trilha do Imperador (Sentier de l'Empereur) construite sur ordre de l'Empereur Dom.Pedro I, par où passait au XIXe siècle la ligne télégraphique qui reliait Rio de Janeiro au Paraná, important moyen de communication du littoral du pays. 

### Musée d' Art Sacré
Le Musée d'Art Sacré inauguré en 1979, est installé dans l'Église du Rosaire, il fonctionna normalement durant deux décennies. Il souffrit plusieurs phases, fut fermé, abandonné, se détériora et perdit plusieurs pièces par vol. Il fut inauguré de nouveau en 2006 et, aujourd'hui, possède dans ses collections permanentes 60 pièces d'art sacré des XVIIIe et XIXe siècles, une partie de la collection historique de l'Église de Notre Dame des Neiges et de l'ancienne Église de Notre Dame du Rosaire des Hommes Noirs. Parmi les raretés, il un cadre en haut-relief, qui montre la scène de la voie-Sacrée, d'origine européenne. Toute la collection possède 180 objets qui sont originaires des églises de la municipalité mais la plus grande partie provient de l'Église mère construite en 1614 et démolie en 1858 pour la construction de l'actuelle Basilique du Senhor Bom Jesus de Iguape et Notre Dame des Neiges, patrons de Iguape

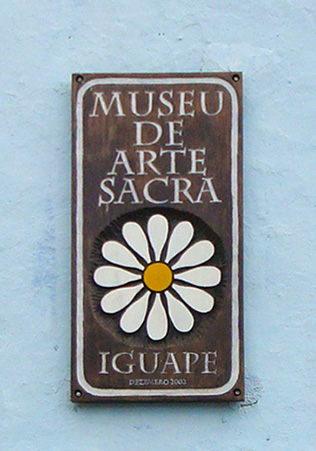
Plaque indicative installée dans l'église de Notre Dame du Rosaire des Hommes Noirs

### Centre historique
Iguape possède le plus grand manoir colonial préservé de l'État de São Paulo, avec plusieurs maisons, manoirs et églises dans des ruelles en parallélipipèdes. Les constructions datent des cycles de l'or et du riz, entre les XVIe et XIXe siècles, période pendant laquelle Iguape vécut son apogée de développement économique. Le 3 décembre 2009, pendant les commémorations des 471 années de sa fondation, la municipalité, reçut le titre de patrimoine national avec le classement de son noyau urbain c'est-à-dire l'ancien système portuaire fluvial et maritime y compris le canal du Valo Grande et le Morro do Espião en plus des diverses aires de la zone rurale en relation avec l'immigration japonaise au Brésil.

### Basilique du Seigneur Bom Jesus de Iguape et Notre Dame des Neiges
Temple catholique construit en pierre portugaise, plâtre et huile de baleine entre les XVIIIe et XIXe siècles. Il y est possible d'observer plusieurs images entre elles, celles des patrons de la municipalité: Notre Dame des Neiges et le Bom Jésus d'Iguape. Dans la basilique, il est aussi possible de visiter la Salle des Miracles qui possède des objets déposés par les dévots en remerciement pour les grâces reçues.

### Morro do Espia (Colline de l'espion)

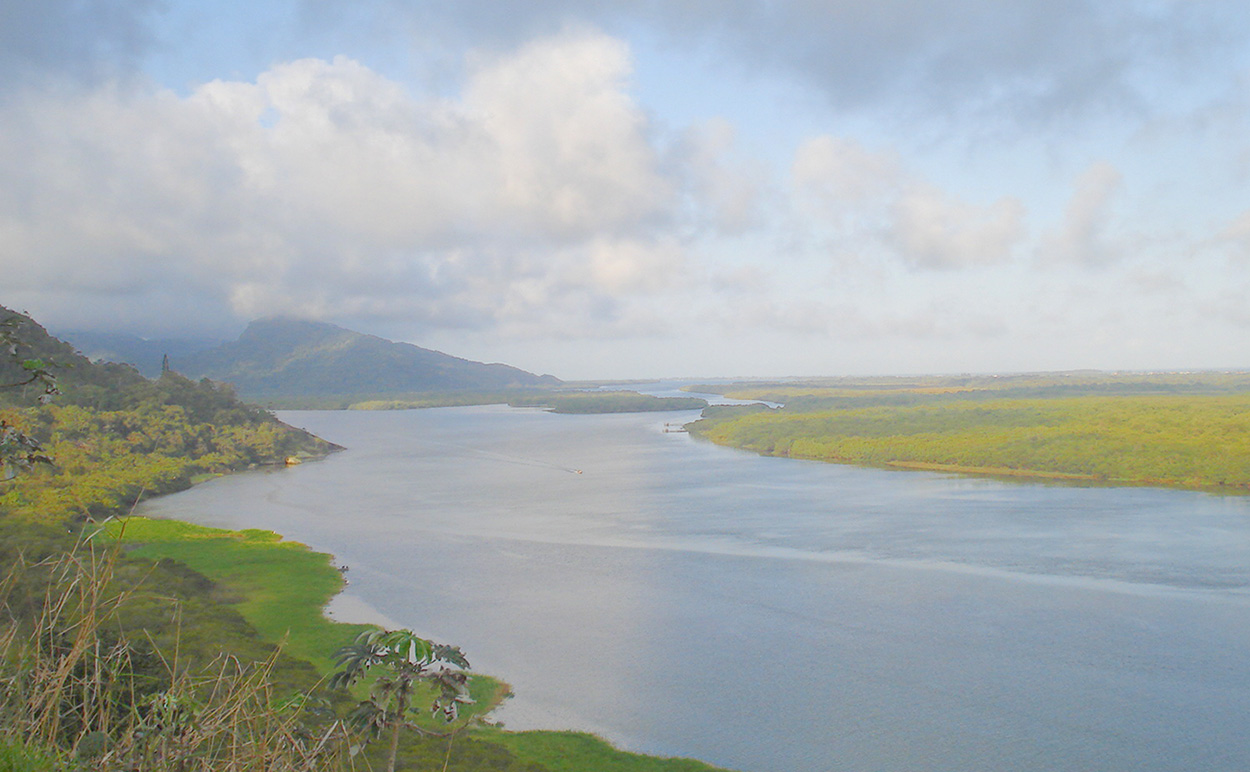
Vue panoramique en direction de la Barre de l'Icapara, à seize kilomètres du Centre historique.

Avec plus de cinquante mètres d'altitude, dans un local privilégié, le Parque municipal de la colline de l'Espion a ce nom parce qu'elle était utilisée par des vigies qui contrôlaient l'entrée et la sortie des embarcations du port et qui alertait la population de l'arrivée de pirates par la Barre de l'Ipacara, endroit où se passa la bataille connue comme Entrincheiramento de Iguape (Retranchement Iguape) Aujourd'hui ce point est très visité à cause de la vue panoramique unique de la municipalité, de tout le complexe estuarien-lagunaire et de tout le Canal du Valo Grande, permettant ainsi une meilleure compréhension sur cette œuvre polémique. À cet endroit, exactement où il y avait une grande croix de bois, dressée par José Gonçalves, il y a une réplique du Christ Redempteur de Rio de Janeiro inaugurée le 10 décembre 1953, œuvre du sculpteur José Rosasco.

### Fondation S.O.S. Mata Atlântica
Elle est située dans un manoir centenaire cédé par la Fondation Brésilienne pour la Conservation de la Narure (FBCN), dans le centre historique d'Iguape qui fut restauré par la propre fondation en 1989 et où fut créée la Base Urbaine de Iguape. On y montre des films sur la région, il sert de local d'exposition d'artisanat et possède des maquettes et des panneaux qui exhibent la diversité du milieu ambiant du Lagamar. La maquette principale permet une vision générale du lagamar et de toute la région dont les UCs (Unidades de Conservação) de la région qui comprennent environ 70 % du territoire du Vale du Ribeira. Le siège abrite, aussi, le Centre d'Interpretation Ambiental et Informations touristiques (Centro de Interpretação Ambiental e Informação Turística), qui divulgue le potentiel naturel et historico-culturel de la région du Lagamar au moyen de panneaux explicatifs sur la Mata Atlântica préservée et ses habitants.

### Carnaval
Le carnaval d'Iguape est considéré un des meilleurs carnavals de rue de São Paulo. Avec plusieurs blocs qui se présentent sur la place de la basilique et y font un tour suivis par des centaines de fêtards. Parmi les plus traditionnels nous avons le bloc "Zé Pereira" qui ouvre le carnaval d'Iguape depuis 1846, la "Chaleira", fondée le 8 janvier 1910, ; "Juritica", en février 1960; "Banho da Dorotheia", le 16 février 1972, le "Bloco do Galo", en février 1978 et le "Boi Tatá", en mars 1981. Cette fête réunit jusqu'à plus de 200 mille visitants à Iguape durant les fêtes populaires.

### Fête d'Août
Entre les 28 juillet et 6 août, Iguape est occupé par des pèlerins qui participent aux messes et processions en honneurs des patrons de la cité. Celle-ci reçoit de 150 à 200 mille visiteurs qui occupent les hôtels et les auberges de la région ou qui campent dans les aires libres ; elle est prise par les étales des vendeurs ambulants et de nourriture qui profitent du grand mouvement pour facturer. Anciennement, ces étales en elles-mêmes étaient des attractions parce que la cité était très isolée et que beaucoup de produits n'y arrivaient pas.

### Musée Municipal

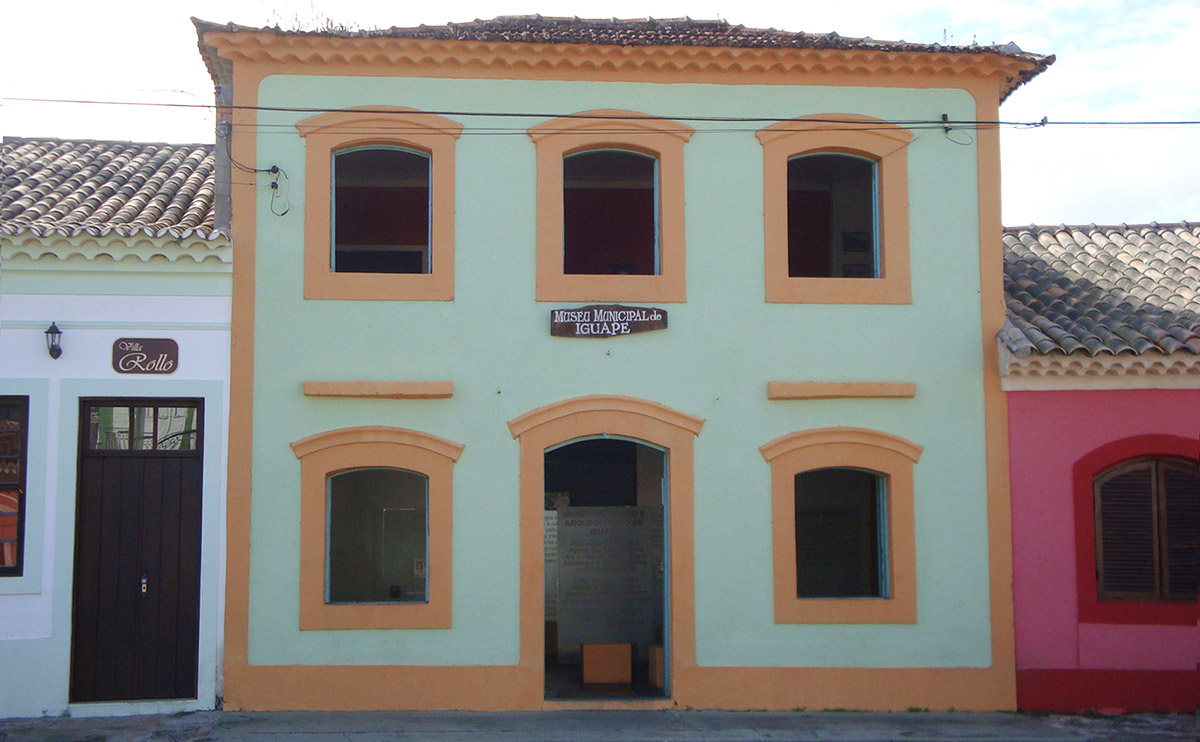
Construit en 1653, le bâtiment a déjà servi de caserne, de prison et de Chambre Municipale.

Ce musée est magnifiquement restauré et est le plus ancien édifice de l'administration fiscale du Brésil. À l'origine, là fonctionna le premier atelier de fonte de l'or du Brésil actuellement occupé par le Musée Municipal d'Iguape créé par la loi numéro 12 du 23 décembre 1906 après avoir été utilisé successivement comme prison, caserne et Chambre municipale. On peut y voir divers objets indigènes d'avant l'arrivée des Européens, comme l'Idole d'Iguape, un buste de plus de 2500 ans, les céramiques igaçaba trouvées dans les sambaquis de la région , des objets de la période d'esclavagisme au Brésil, des presses typographiques utilisées pour imprimer les anciens journaux d'Iguape, des insignes et objets de la Révolution Constitutionaliste de 1943, utilisés par les combattants d'Iguape qui firent face aux forces de Getulio Vargas installées à Cananeia, ainsi que le diplôme de la Médaille de Campagne décoration obtenue pour la participation à la Force Expéditionnaire Brésilienne durant la Deuxième Guerre Mondiale, en 1944 en Italie. On peut aussi suivre par ses collections, une histoire complète de la période coloniale et impériale brésilienne, entre elles, un Diplome d'Honneur qui a primé le riz d'Iguape comme le meilleur du monde à l'exposition internationale de Turin Italie le 29 avril 1911.

### Quartiers
- Zona urbaine Centro, Canto do Morro, Guaricana, Porto do Ribeira, Vila Garcez, Rocio, Jardim Primavera, Jardim Sinhô Rollo, Jardim América.
- Zone rurale Aldeia, Barra do Ribeira, Baicô, Cavalcante, Cerro Azul, Colombina, Costeira da Barra, Coveiro, Despraiado, Engenhos, Enseada, Icapara, Ilha Grande, Itatins, Itimirim, Jairê, Jipovura, Momuna, Morretes, Morro Seco, Patrimônio, Pavoa, Pé da Serra, Peropava, Prelado, Quatinga, Retiro, Sete Belo, Subauma, Tabaquara, Tucum, Umbu

## Administration
Depuis le 1er janvier 2017. le corps administratif est composé de:
- Maire: Wilson Almeida Lima (2017/2020)
- Vice-Maire: Sérgio de Carvalho Prado (2017/2020)
- Président de la chambre: João Carlos Spinula (2017)

En 2014, les cités d’Iguape et Concón conclurent un accord de coopération dans les domaines du tourisme et de la culture.

## Maires successifs
| Période | Période | Identité                         | Étiquette | Qualité |
| ------- | ------- | -------------------------------- | --------- | ------- |
| 2009    | 2012    | Maria Elizabeth Negrão Silva     | PP        |         |
| 2013    | 2016    | Joaquim Antonio Coutinho Ribeiro | PMDB      |         |
| 2017    | 2020    | Wilson Almeida Lima              | PSDB      |         |